# Aloe dispar
Aloe dispar é uma espécie de liliopsida do gênero Aloe, pertencente à família Asphodelaceae.